# 8039 Grandprism
8039 Grandprism este un asteroid din centura principală de asteroizi.

## Descriere
8039 Grandprism este un asteroid din centura principală de asteroizi. A fost descoperit pe 15 septembrie 1993 la Observatorul La Silla de Henri Debehogne și Eric Walter Elst. Asteroidul prezintă o orbită caracterizată de o semiaxă mare de 2,42 ua, o excentricitate de 0,15 și o înclinație de 2,9° în raport cu ecliptica.